# 장제 (후한)
장제(張濟, ? ~ 196년)는 중국 후한 말의 장군으로 양주 무위군 조려현(祖厲縣) 사람이다. 동탁 사후 이각, 곽사, 번조와 수도 장안을 점령하고 따로 홍농군에 주둔하였다. 헌제가 낙양으로 탈출한 뒤 상황이 어려워지자 이를 타개하기 위해 형주를 침략했다가 전사하였다. 남은 군세는 조카인 장수가 물려받았다.

## 생애

### 왕윤을 잡아라
중앙군에서 교위(校尉)로 복무하였다. 192년(초평 3년) 주준이 낙양 동쪽의 중모(中牟)에 자리하고 동탁을 칠 군사를 모으고 있었다. 홍농군 섬현(陝縣)에 주둔하고 있던 동탁의 사위 우보는 이각, 곽사, 장제에게 수만 명을 줘 주준을 막게 했다. 영격해 온 주준을 물리치고 진류, 영천의 여러 현들을 닥치는 대로 노략질하니 남아나는 것이 없었다.
4월(음력) 동탁이 왕윤, 여포 등에게 주살당했다. 사면이 거부당한 이각, 곽사, 장제 등의 양주 사람들은 가후의 진언에 따라 서쪽으로 진격하여 수도 장안을 점령하였다. 9월 거기장군 이각, 후장군 곽사, 우장군 번조가 조정을 장악할 동안 진동장군(鎭東將軍), 평양후(平陽侯) 장제는 장안을 나와 홍농을 수비하였다. 195년(흥평 2년) 2월 이각이 번조를 살해하고 곽사와도 사이가 벌어져 내전을 벌이는 통에 황제 가까이까지 화살이 날아다니고 만여 명이 죽었다. 6월 장제가 가서 두 사람을 화해시키는 동시에 헌제를 잠시 홍농에 모시자고 제안하였다. 헌제도 옛 수도 낙양이 떠올라 누차 떠나기를 청하니 이각이 허락하였다.

### 헌제를 잡아라
7월(음력) 마침내 헌제가 동쪽으로 길을 나서고 장제는 표기장군에 올라 먼저 섬현으로 돌아갔다. 11월 어가가 이런저런 일들을 겪은 끝에 홍농현에 당도하였다. 장제는 승여를 호송해온 양봉, 동승과 서로 인질을 교환하고 헌제를 머무르게 하려 했는데 그들은 거절하고 더 동쪽으로 나아갔다. 이에 이각, 곽사와 손잡고 헌제 일행을 습격하였다. 백관과 장병들을 셀 수 없을 정도로 죽이고 그 부녀자와 치중을 쓸어 담는 대승을 거뒀다. 젖먹이까지도 동사하여 물 위를 떠다닐 정도였는데 정작 헌제는 놓치고 말았다. 12월 황하 건너의 안읍(安邑, 지금의 산시성 샤현)으로 들어간 헌제가 시중 사치(史跱)·태복 한융을 보내와 궁인, 공경 이하 관리, 부녀, 황실 물품, 수레와 말 등을 돌려달라 하기에 그렇게 하였다.
196년(건안 원년) 장제군은 굶주림에 허덕였다. 이를 해결하기 위해 형주 남양군의 양성(穰城, 지금의 허난성 덩저우 시)을 공격하다 유시에 맞아 전사하였다. 그 뒤는 큰형의 아들인 장수가 이었다. 형주목 유표는 장수를 받아들여 완성(宛城)에 근거지를 마련해주었다. 아내가 절세가인이었다.

## 삼국지연의
사서가 아닌 소설 《삼국지연의》에서는 서량에 있던 동탁이 환관을 주살하려는 하진의 부름에 응해 낙양으로 나서는 장면에서 이각, 곽사, 장제, 번조 4인방 세트가 이를 수행하는 것으로 첫 등장한다. 이후 정권을 차지한 동탁이 왕윤 무리에게 속아 선양을 받는 줄 알고 궁궐로 들어갈 때 4인방은 미오(郿塢)에서 대기하다가 동탁이 죽자 양주로 도피한다. 사면이 거부당한 4인방은 가후의 진언에 따라 장안으로 쳐들어가고 여포가 맞서온다. 이각이 작전을 구사하여 이각·곽사군이 여포군을 상대로 치고 빠지기를 반복하는 동안 장제·번조군이 장안을 직공한다. 결국 여포를 패퇴시키고 장안을 점령한다. 헌제를 시해하려는 이각과 곽사를 장제와 번조가 말린다. 4인방은 적당히 벼슬자리를 챙기고 장제는 홍농에 주둔한다.
4인방은 마등과 한수의 장안 공성도 저지한다. 장제가 마등을 추격해 심대한 타격을 주지만 마초의 결사 항전에 부딪혀 잡지는 못한다. 번조는 한수를 놓아준 것이 책잡혀 이각에게 목숨을 잃고 남은 군사를 장제가 아우른다. 시간이 흐른 후 이각과 곽사가 서로 피 흘리며 싸우자 ‘그만두지 않으면 공격하겠다’며 화해시키고 헌제에게는 홍농으로 옮길 것을 청한다. 이후 행적은 생략되었다. 최후는 사서와 같으며 아내에게는 추씨(鄒)라는 성이 부여되었다.

## 가계
- 조카 : 장수 - 장제는 장수의 막내 삼촌인데 그 형제가 몇 명인지는 알 수 없다.

## 같이 보기
- 삼국지 인물 목록

## 참고 문헌
- 《후한서》72권 열전 제62 동탁
- 《후한서》9권 본기 제9 효헌제 유협